# Estação Ecológica de Aracuri-Esmeralda
A Estação Ecológica de Aracuri-Esmeralda é uma unidade de conservação do Rio Grande do Sul, Brasil.
Foi criada em 2 de junho de 1981 pelo Decreto Federal nº 86061, sendo administrada pelo Instituto Chico Mendes de Conservação da Biodiversidade. Localiza-se no município de Muitos Capões, com uma área de 277 hectares, protegendo um trecho do bioma mata atlântica. Destina-se à preservação da natureza e à realização de pesquisas científicas.